# Francesco Filelfo

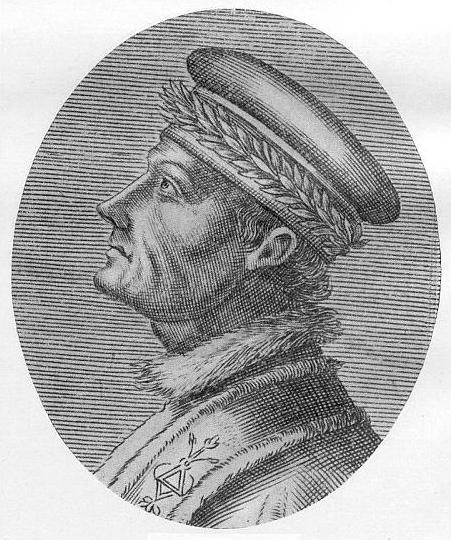
Francesco Filelfo, nach Gudeman (1911)

Francesco Filelfo (latinisiert Franciscus Philelphus; * 25. Juli 1398 in Tolentino bei Macerata; † 31. Juli 1481 in Florenz) war ein italienischer Gelehrter und Humanist der Renaissance.

## Leben und Werk

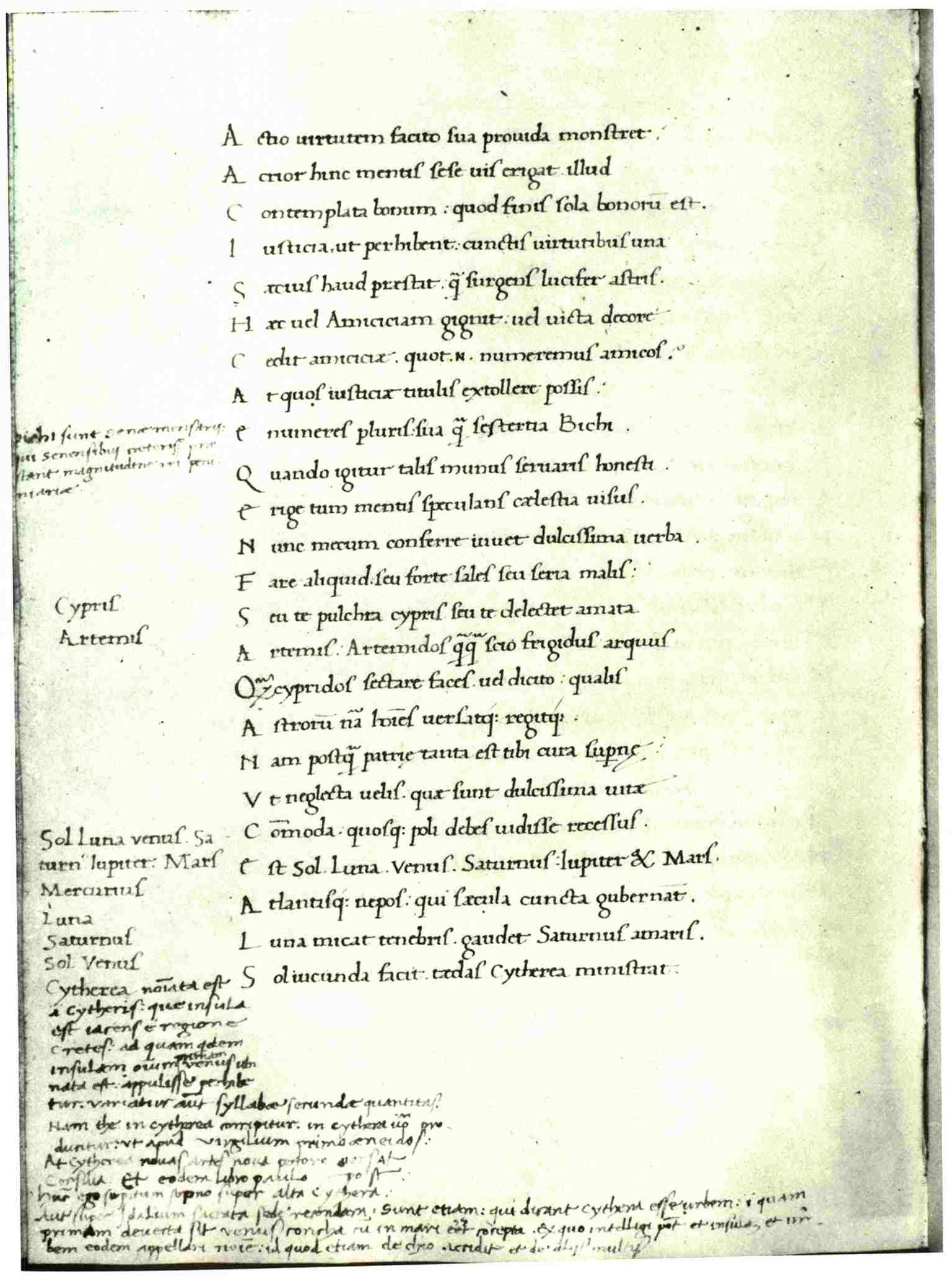
Filelfos Satiren in der Handschrift Wien, Österreichische Nationalbibliothek, Cod. 3303, fol. 140v (Mitte des 15. Jahrhunderts)

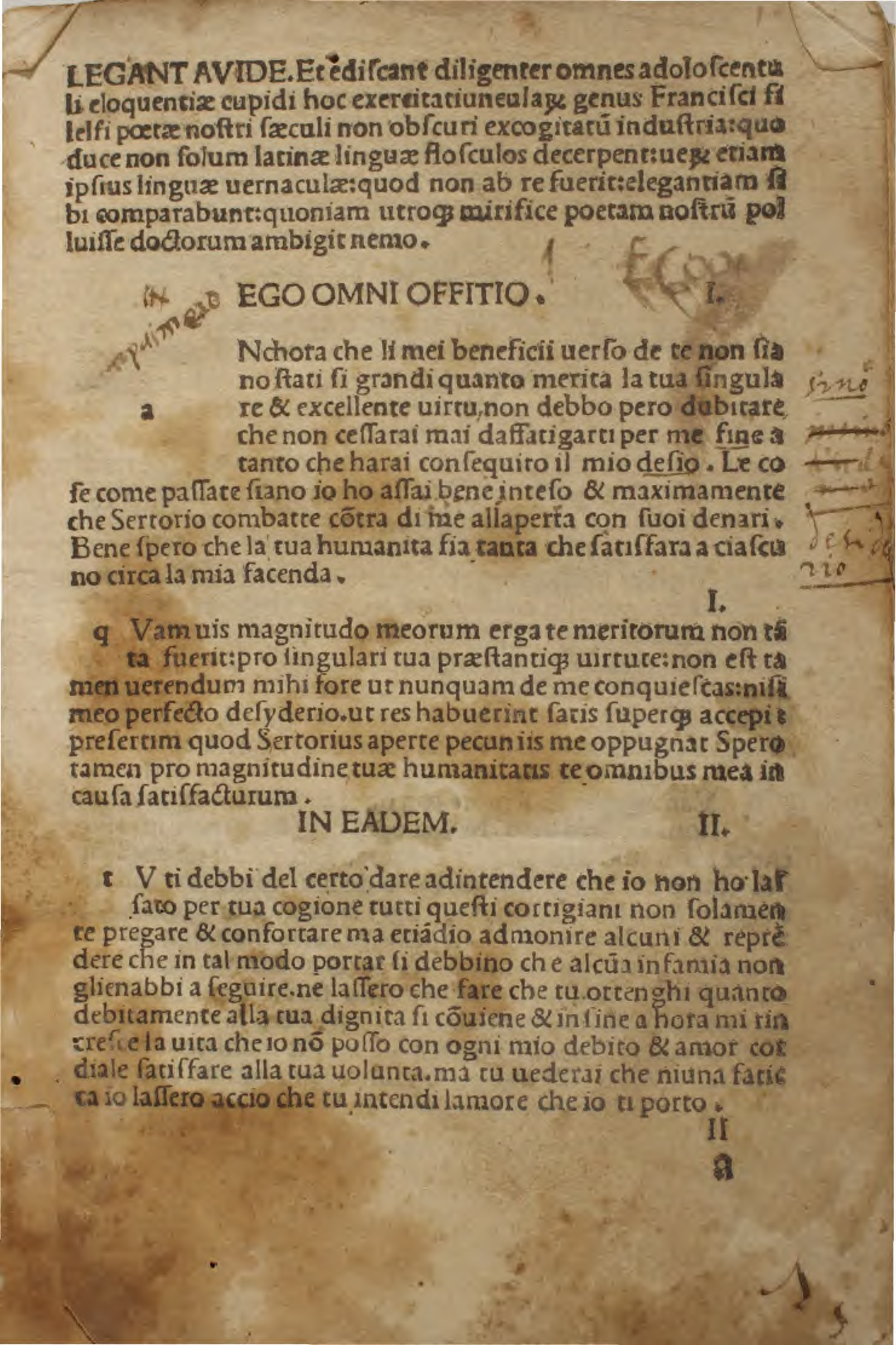
Exercitatiunculae, 1498

Filelfo studierte Jura und Rhetorik in Padua. Nach seinem Studium führte er ein unruhiges Wanderleben, teils im Dienst der Republik Venedig, am Hof des Herzogs von Mailand, an der Kurie in Rom, die meiste Zeit jedoch als Professor an verschiedenen italienischen Universitäten. 1420 begleitete er den venezianischen Gesandten nach Konstantinopel, wo er vom oströmischen Kaiser mit wichtigen Aufträgen beschäftigt wurde. In Konstantinopel studierte er die griechische Sprache. 1423 traf er mit dem griechischen Kaiser Johannes Palaiologos in Buda ein und verbrachte mehrere Monate an Sigismunds Hof. Im Februar 1424 begleitete er Sigismund zur Hochzeit des polnischen Königs nach Krakau, wo er humanistische Ansprachen hielt.
1427 kehrte er nach Venedig zurück und brachte eine Anzahl griechischer Kodizes mit nach Italien. Nach einer Lehrtätigkeit an der Universität Bologna erhielt er einen von Lorenzo di Giovanni de’ Medici eingerichteten Lehrstuhl für die Lektüre von Dantes Divina commedia. Wegen angeblich medicifeindlicher Interpretationen des Textes wurde seine Stellung in Florenz problematisch. 1433 entging er einem Attentat, woraufhin er die Stadt verließ. Lorenzo verbannte ihn auf Lebenszeit aus Florenz.
Es folgte Lehrtätigkeit in Siena und Bologna und, vermittelt durch den Herzog von Mailand, Francesco Sforza, in Padua. 1450 organisierte er für den Einzug des Herzogs in die Stadt Mailand ein Sforziade genanntes Fest. 1453 wurde er in Rom zum poeta laureatus gekrönt. Als Alfonso Borgia am 8. April 1455 zum Papst Kalixt III. gewählt worden war, berief er Filelfo zu seinem Sekretär. Als solcher unterrichtete dieser auch an der päpstlichen Universität. Nachdem Lorenzo de’ Medici den Bann gegen ihn aufgehoben hatte, kehrte er nach Florenz zurück, um den neu eingerichteten Lehrstuhl für Griechisch zu besetzen, starb jedoch 1481 kurz nach seiner Ankunft in Florenz.
Filelfo schrieb Gedichte, Epigramme, Briefe und Reden in lateinischer und italienischer Sprache sowie eine Biographie Petrarcas.
Der Humanist Peter Anton von Clapis († 1512), Rektor der Universität Heidelberg, war einer seiner Schüler.

## Rezeption
Jacob Burckhardt (Die Kultur der Renaissance in Italien) urteilte: „Filelfos meiste Orationen sind ein abscheuliches Durcheinander von klassischen und biblischen Zitaten, aufgereiht an einer Schnur von Gemeinplätzen“. Passenderweise gilt Filelfo beim gegenwärtigen Stand der Forschung als Vater des Anführungszeichens.

## Schriften
- Orationes et opuscula. Mailand 1483/1484; Johann Amerbach, Basel nicht nach 1498 (Digitalisat)

## Ausgaben
- Diana Robin (Hrsg.): Filelfo in Milan. Writings 1451–1477. Princeton University Press, Princeton (N. J.) 1991, ISBN 0-691-03185-1
- Diana Robin (Hrsg.): Francesco Filelfo: Odes. Harvard University Press, Cambridge (Massachusetts) 2009, ISBN 978-0-674-03563-8 (lateinischer Text und englische Übersetzung)
- Jeroen De Keyser, Scott Blanchard (Hrsg.): Francesco Filelfo: On Exile. Harvard University Press, Cambridge (Massachusetts) 2013, ISBN 978-0-674-06636-6 (lateinischer Text und englische Übersetzung der Commentationes Florentinae de exilio)